# Lípa ve Smrkovci
Lípa ve Smrkovci je památný strom, lípa velkolistá (Tilia platyphyllos) v okrese Sokolov v Karlovarském kraji ve Slavkovském lese na území CHKO Slavkovský les. Strom roste v zaniklé obci Smrkovec na místě bývalé farní zahrady kostela svatého Václava.
Obvod kmene měří 399 cm, koruna sahá do výšky 22 m (měření 2025). V době vyhlášení byl zdravotní stav posouzen jako dobrý. Strom je chráněn od roku 2025 pro jeho významnou estetickou a historickou hodnotou připomínající obec ve Slavkovském lese, zaniklou krátce po roce 1945.

## Stromy v okolí
- Třešeň na Žitné
- Pastýřský buk
- Sychravův smrk